# 石野竜三
石野 竜三（いしの りゅうぞう、本名：石野 隆一（いしの りゅういち）、1962年12月12日 - ）は、日本の声優、俳優、歌手、舞台演出家、脚本家。81プロデュース所属。東京都出身、千葉県育ち。

## 略歴

### 生い立ち
東京都生まれ、千葉県育ち。
幼稚園の年少時代の頃、母が病気で母方の祖母の出身地である愛知県に入院していた時期もある。父は仕事の都合もあり、預けられる人物が近くにおらず、実家のほうに来ていた。夏休みの前ぐらいまで祖母の家から幼稚園に通っていた。その幼稚園の教諭は昼休みには、園児にピアノを教えていたこともあり、ピアノを弾いていたという。
夏休み明けに千葉県の幼稚園に転園し、人生初めてのオーディションである大太鼓を受けて、石野ともう1人が教諭に呼ばれていた。「大太鼓を叩け」と言われたが、大きい音を出せず、小太鼓に回され、人生初めてのオーディションは挫折に終わったという。
中学1年生の時、音楽が好きなクラスメイトが卒業式前日に「バンドを組みたい」と言っており、一緒にバンドを組むギター仲間を探しており、「何を血迷ったかギターを教えてくれるなら演っても良い」と答え、13歳でギターの弾き語りを始める。
その後、「自分が本当に好きなのは歌う事だ」と気付いて、高校で声楽を学ぶなど当初は歌手志望であった。その頃、合唱部に所属して、アカペラでイベント、コンクールに出場し、初めてエントリーしていたNHK合唱コンクールは県大会で3等賞に入賞。先輩と組んでバンド活動も始めており、作曲を始める。しかしヤマハポピュラーソングコンテストは開催終了し、同じ志を持っていた2歳年上の先輩は挫折し、合唱部では顧問の教師との意見が合わなくなり、退部し、歌手を挫折。研究者を目指すため理系の大学に進学する。芸事がしたかったこともあり、子供の頃から漫画、アニメ、特撮モノ、海外の映画、ドラマが好きだったことから20歳で声優養成所に通い始めるが、舞台の魅力を知り舞台俳優になることを決意した。当時は卒業公演のようなものがなかったため、同期らと劇団を結成。

### キャリア
同養成所卒業後は養成所の講師として来ていた藤城裕士に師事し、藤城が結成した演劇企画集団「ぐりま」に創立メンバーとして参加。
声優養成所、大学卒業後も芝居のために24歳くらいの時までアルバイトをしながら稽古場へと通っていた。25歳でアルバイトとして大学病院の研究助手をしていた。
藤城の紹介で「ぐりま」の一同と共に当時藤城が所属していたぷろだくしょんバオバブの預かり所属になり、「オーディションに行け」と言われ、研修用ビデオのオーディションに受かり、顔出しで芸能界デビュー。その後、声優としての活動を始める。
1994年に顔面麻痺を患い、半年以上のリハビリを行い仕事復帰はできたものの、右半分は2021年現在も後遺症は残っていると自身がゲスト出演した番組で語っている。
1997年、1998年シーズンの東京ガスフットボールクラブ（ジャパンフットボールリーグ、旧JFL）、1999年シーズンのFC東京（当時Jリーグ2部）のホームゲームでスタジアムDJを務めた。
夏海 玲衣というペンネームで小説を執筆したことがあり、著書は大創産業の100円均一ショップ「ザ・ダイソー」で販売されている。
声優業の傍ら、花やしきアクターズスタジオで講師を務めている。

## 人物

### 特色
声優としてはアニメ、外画などで活躍している。トンガった声であり、つり目のキャラクターで知られる。

### 趣味・嗜好
多趣味であり、公式サイトでは趣味に作曲、ギター、オーディオ、脚本、舞台演出、サッカー・野球・格闘技・モータースポーツをメインにしたスポーツ観戦、落語鑑賞、バイク、料理、雑貨屋巡り、商店街の散策、体を動かすことは大好き、としている。
作曲が特技であり、趣味で作った歌を自身のサイトで公開している。『おかあさんといっしょ』では遊び歌を担当している。他の特技にギター・江戸弁・脚本・舞台演出・科学一般について明るいことを挙げている。方言は江戸弁。
資格は普通自動車一種免許、普通自動二輪車免許を持っている。
好きな言葉は「好きな事しかやらない」。

### 家族
公式サイトで既婚であることを公表している。
弟がいる。

## 出演
太字はメインキャラクター。

### テレビアニメ
1988年
- F-エフ（カメラマン）
- どんどんドメルとロン
- アニメ三銃士
- ハーイあっこです（TVアナウンサー）

1989年
- ミラクルジャイアンツ童夢くん（ホテルのフロント）
- 小さなアヒルの大きな愛の物語 あひるのクワック（ウェンディ）
- らんま1/2（1989年 - 1991年、客 他） - 2シリーズ
- アイドル伝説えり子 （1989年 - 1990年、社員A、備雄）
- ジャングルブック・少年モーグリ（1989年 - 1990年、オオカミA、サルB、オオカミC、村人たち、オオカミD）
- たいむとらぶるトンデケマン!（部下B、医者1、兵士B）
- 機動警察パトレイバー（1989年 - 1990、村人、整備員、作業員A、、男B、カメラマン、警官、神主 他）

1990年
- 楽しいムーミン一家（1990年 - 1991年、火星人父親、男D 他）
- ジャングル大帝（サル 他）
- 三つ目がとおる（1990年 - 1991年、子分B、客C）

1991年
- からくり剣豪伝ムサシロード（シラヌイ一族）
- OH!MYコンブ（隊員A）
- おぼっちゃまくん（部員B）
- シティーハンター'91（部下B）
- 人魚姫 マリーナの冒険（チャンシィ）
- 八百八町表裏 化粧師
- 魔法のプリンセス ミンキーモモ（戦士B）

1992年
- あしたへフリーキック（カール・ヘンダーソン）
- 宇宙の騎士テッカマンブレード（オペレーターB、オペレーターA）
- 元気爆発ガンバルガー（男）
- それいけ!アンパンマン（1992年 - 1993年、トランプマンの手品師〈初代〉、おだてどり〈初代〉）
- 楽しいムーミン一家 冒険日記（部下）
- 燃えろ!トップストライカー（マルセル）

1993年
- コボちゃん
- 機動戦士Vガンダム（デプレ）
- 熱血最強ゴウザウラー（アナウンサー）

1994年
- 覇王大系リューナイト（1994年 - 1995年、兵士B、部下B、ダナン）
- とんでぶーりん（男子生徒）

1995年
- 愛天使伝説ウェディングピーチ（梶真一）
- 恐竜冒険記ジュラトリッパー（ゴッド）
- 新機動戦記ガンダムW（1995年 - 1996年、五飛）
- ストリートファイターII V（部下B）
- クマのプー太郎（幽霊の山田、警官、ナレーション）
- クッキングパパ（釣り人C）
- H2（一ノ瀬、中島、新聞部員）
- 行け!稲中卓球部（純平〈タカシ〉）
- 怪盗セイント・テール（俊夫）

1996年
- 新世紀エヴァンゲリオン（委員）
- 快傑ゾロ（町の人）
- いじわるばあさん（若者）
- ガンバリスト!駿（1996年 - 1997年、嘉村）
- きこちゃんすまいる（三吉）

1997年
- 家なき子レミ（ポール）
- はいぱーぽりす（トミィ、警官）
- MAZE☆爆熱時空
- 忍ペンまん丸（ラッピ）

1999年
- 課長王子（鈴木〈ラファエル〉 他）

2000年
- ゾイド -ZOIDS-（オペレーター、管制官）

2001年
- ポケットモンスター（ヤミカラスA）
- ゾイド新世紀スラッシュゼロ（マクネア）
- パラッパラッパー（隣国王）
- はじめの一歩（神谷）
- 仰天人間バトシーラー（ジコチュー / ヨカチュー）

2002年
- 奇鋼仙女ロウラン（ヂムシ）

2003年
- アソボット戦記五九（側近）
- ロックマンエグゼ（局員C）
- 十二国記（勇前）
- ミッドナイトホラースクール（2003年 - 2004年、ジーニー）

2004年
- デュエル・マスターズ（2004年 - 2021年、ジェイソン、ホイス、ぶっちゃけ、バカ殿(1)） - 12シリーズ
- MADLAX（若手刑事）
- せんせいのお時間（藤岡先生）
- かいけつゾロリ（タコ足八本くん）
- 名探偵コナン（2004年 - 2023年、浦崎良樹、石飛一也、ピザの配達人、刑事、児玉柳介、田中篤、梨田明夫、川勝大吾）
- ゾイドフューザーズ（2004年 - 2005年、バートン）

2005年
- メジャー（2005年 - 2010年、ワイルダー、阪口） - 2シリーズ
- 雪の女王（船員）
- メルヘヴン（兵士）
- ガン×ソード（ザピロ・ムッターカ）

2006年
- .hack//Roots（スマイル）

2007年
- 銀魂（2007年 - 2017年、幾松の義弟） - 2シリーズ
- エル・カザド（ホセ）
- D.Gray-man（村人A）

2008年
- あまつき（煤竹）
- ゴルゴ13（2008年 - 2009年、マック、ホテルのボーイ、リカオン）
- 全力ウサギ（次長）

2009年
- 獣の奏者 エリン（ワダン）
- 戦国BASARA（2009年 - 2014年、長曾我部元親） - 3シリーズ

2010年
- 書家（ダルマ）

2012年
- エリアの騎士（瀬田真太郎）

2017年
- ドラえもん（テレビ朝日版第2期）（2017年 - 2025年、根津、おじさん}）
- 笑ゥせぇるすまんNEW（マネージャー）
- THE REFLECTION（武器ディーラー、シーサーペント）

2018年
- グラゼニ（小里） - 2シリーズ
- 学園BASARA（長曾我部元親）

### 劇場アニメ
- ヘヴィ（1990年）
- 楽しいムーミン一家 ムーミン谷の彗星（1992年、スクルット）
- 銀河英雄伝説 新たなる戦いの序曲（1993年、ナン）
- はむこ参る!（1996年、社員）
- 新機動戦記ガンダムW Endless Waltz 特別編（1998年、張五飛）
- 劇場版 戦国BASARA -The Last Party-（2011年、長曾我部元親[60]）

### OVA
1988年
- うる星やつら 怒れシャーベット（アイスクリーム売りのお兄さん）
- 機動警察パトレイバー（警官）

1991年
- NG騎士ラムネ&40 EX ビクビクトライアングル 愛の嵐大作戦（三井課長）
- 1月にはChristmas
- 究極超人あ〜る
- 硬派銀次郎（生徒）
- ザ・学園超女隊
- 静かなるドン
- CBキャラ 永井豪ワールド（デーモン隊E）
- ドラゴンナイト（リザードマン2）
- 魔獣戦士ルナ・ヴァルガー（兵士B）

1992年
- JOKER マージナル・シティ（男）
- 電影少女 -VIDEO GIRL AI-（男子生徒、店員）
- 風魔の小次郎 最終章 風魔反乱篇（忍A）
- 万能文化猫娘（生徒A）

1993年
- アル・カラルの遺産（警備兵C）
- POPS

1994年
- I・R・I・A ZEIRAM THE ANIMATION（コンハック男）
- 宇宙の騎士テッカマンブレードII（通信士、オペレーター）
- 覇王大系リューナイト アデュー・レジェンド（伝説の騎士）
- らんま1/2 学園に吹く嵐! アダルトチェンジひな子先生

1995年
- ウダウダやってるヒマはねェ!（イチロー）
- GOLDEN BOY さすらいのお勉強野郎（アニメーターB）

1996年
- 紺碧の艦隊（通信士）
- 同級生2（生徒B）

1997年
- 新機動戦記ガンダムW Endless Waltz（張五飛）

2001年
- さばくの国の王女さま

2010年
- デュラララ!!「天網恢恢」（若頭）
- 名探偵コナン KID in TRAP ISLAND（中森の部下）

### Webアニメ
- 亡念のザムド（2008年、ASP隊長）

### ゲーム
1996年
- 王国のグランシェフ

1997年
- QUOVADIS 2〜惑星強襲オヴァン・レイ〜（テラード）
- スーパーロボット大戦F（ヘクトール・マディソン、張五飛）

1998年
- エアガイツ（佐助）
- スーパーロボット大戦F完結編（ヘクトール・マディソン、張五飛）

1999年
- SDガンダム GGENERATION（1999年 - 2025年、ゲトル・デプレ、張五飛） - 13作品
- スーパーヒーロー作戦（張五飛）

2000年
- ガイアマスター（ハヤテ）
- サンライズ英雄譚R（張五飛）
- スーパーロボット大戦α（張五飛）

2001年
- スーパーロボット大戦α外伝（張五飛）
- スーパーロボット大戦α for Dreamcast（張五飛）
- ファイナルファンタジーX（ルッツ、トワメル＝グアド）

2002年
- ジョジョの奇妙な冒険 黄金の旋風（チョコラータ、ティッツァーノ、ズッケェロ）

2003年
- SUNRISE WORLD WAR Fromサンライズ英雄譚（ウーフェイ）
- 第2次スーパーロボット大戦α（張五飛）
- 鋼の錬金術師 翔べない天使（トレインジャックのリーダー）
- ファイナルファンタジーX-2（トワメル＝グアド）

2004年
- コロッケ! バン王の危機を救え（アボガド）

2005年
- Another Century's Episode（張五飛）
- イレギュラーハンターX（アイシー・ペンギーゴ）
- 戦国BASARA（長曾我部元親）
- 第3次スーパーロボット大戦α 終焉の銀河へ（張五飛）

2006年
- Another Century's Episode 2（張五飛）
- 戦国BASARA2（長曾我部元親）
- 地球防衛軍3（隊長）
- メルヘヴン 忘却のクラヴィーア（オウビット）

2007年
- スーパーロボット大戦Scramble Commander the 2nd（張五飛）
- 戦国BASARA2 英雄外伝（長曾我部元親）

2008年
- スーパーロボット大戦A PORTABLE（張五飛）
- 戦国BASARA X（長曾我部元親）

2009年
- 戦国BASARA バトルヒーローズ（長曾我部元親）
- テイルズ オブ グレイセス（カーツ・ベッセル）

2010年
- 戦国BASARA3（長曾我部元親）
- .hack//Link（スマイル）

2011年
- 戦国BASARA クロニクルヒーローズ（長曾我部元親）
- 戦国BASARA3 宴（長曾我部元親）
- 第2次スーパーロボット大戦Z 破界篇 / 再世篇（2011年 - 2012年、張五飛） - 2作品

2014年
- 機動戦士ガンダム エクストリームバーサス（2014年 - 2016年、張五飛） - 3作品
- 第3次スーパーロボット大戦Z 時獄篇 / 天獄篇（2014年 - 2015年、張五飛） - 2作品
- 戦国BASARA4（長曾我部元親）

2015年
- 戦国BASARA4 皇（長曾我部元親）

2016年
- 戦国BASARA 真田幸村伝（長曾我部元親）

2017年
- ガンダムバーサス（張五飛）

2018年
- スーパーロボット大戦X（張五飛）
- 実況パワフルプロ野球2018（尾梅民夫）
- 機動戦士ガンダム エクストリームバーサス2（2018年 - 2025年、張五飛） - 4作品

2022年
- スーパーロボット大戦DD（2022年 - 2024年、張五飛）
- 機動戦士ガンダム アーセナルベース（2022年 - 2024年、張五飛）

### ドラマCD
- インディゴの気分（蒲生田郁夫）
- 戦国BASARA2 VISUL&SOUND BOOK Vol.2 特別付録ドラマCD（長曾我部元親）
- 戦国BASARA2 〜邂逅!瀬戸内の戦い〜（長曾我部元親）
- 創竜伝（園浦）
- ディスコミュニケーション（ハマノ）
- B壱（ノフィックス）

### オーディオドラマ
- 新機動戦記ガンダムW Frozen Teardrop 次なる戦い（2014年、老師・張）

### オーディオブック
- 銀河英雄伝説 ダゴン星域会戦記（ヘルベルト大公）
- 真田十勇士（根津甚八、長曾我部盛親[69]）
  - 参上、猿飛佐助
  - 決起、真田幸村
  - 激闘、大坂の陣
- 史上最強オークさんの楽しい種付けハーレムづくり（エンライトほか[70]）

### 吹き替え

#### 映画
- アドヴェンチャー・オブ・シンドバッド（フィルーズ）
- インディ・ジョーンズ/最後の聖戦（ロスコー）※日本テレビ版
- クール・ランニング（ジュニア・バヴェル）
- 幸せになるための恋のレシピ（フィリベール）
- 松林キョンシー（妖魔）
- スピード2（マーセド）
- タイタニック（トーマス・"トミー"・ライアン）※フジテレビ版・日本テレビ版
- ハード・トゥ・キル※テレビ朝日版
- バルティック・ストーム
- ベビーシッター・アドベンチャー（ブラッド〈キース・クーガン〉）※フジテレビ版
- マペットシリーズ（リゾ）
  - マペットの夢みるハリウッド（ジャニス、クレイジー・ハリー、カフェのピアニスト〈ポール・ウィリアムズ〉、風船売り〈リチャード・プライヤー〉）※Disney+版
  - マペットめざせブロードウェイ! ※ソニー・ピクチャーズ版
  - ゴンゾ宇宙に帰る
  - ザ・マペッツ（ジャニス、クレイジー・ハリー）
  - マペットのホーンテッドマンション（ジャニス、クレイジー・ハリー、リゾ）
- ミュータント・ニンジャ・タートルズ2 ※劇場公開版

#### ドラマ
- NCIS:LA 〜極秘潜入捜査班（クリフ・ボスワース）
- カリフォルニア・ドリーム（スティングレー）
- 恐竜家族
- G-SAVIOUR（ソウヤー）
- 対決スペルバインダー（ニック）
- バンド・オブ・ブラザース（オキーフ）
- マペットシリーズ（リゾ）
  - マペット放送局
  - マペットのメリー・クリスマス（ジャニス、ロビン）
  - マペットのオズの魔法使い（ジャニス、ビーン・バニー）
  - スタジオDC:オールスター・ライブ
  - マペット・タイム
  - ザ・マペッツ・メイヘム（ジャニス）

#### アニメ
- きかんしゃトーマス（ソルティー、デン、ポーター〈代役〉、副大臣、バズ 他）※NHK版、テレビ東京版
  - きかんしゃトーマス ミスティアイランド レスキュー大作戦!!
  - きかんしゃトーマス ディーゼル10の逆襲
  - きかんしゃトーマス 勇者とソドー島の怪物
  - きかんしゃトーマス 探せ!!謎の海賊船と失われた宝物
  - きかんしゃトーマス 走れ!世界のなかまたち
  - きかんしゃトーマス チャオ!とんでうたってディスカバリー!!
  - きかんしゃトーマス おいでよ!未来の発明ショー!
- キックオフ2002（アナウンサー）
- キック ザ・びっくりボーイ（ウェイド）
- きよしこの夜 バスターとチョーンシーの素敵なクリスマス（チョーンシー）
- ザ・バットマン（ユアン・フリップ）
- 新くまのプーさん（ハチ、バブ）
- スイチュー! フレンズ（サーモンズ・コーチ）
- スター・ウォーズ ドロイドの大冒険（リン＝D）※DVD版
- タイニー・トゥーンズ（ファーボール）
- ダックテイル（ジブ）
  - ダックテイル・ザ・ムービー/失われた魔法のランプ（警備員）
- タンタンの冒険（船員）
- トムとジェリー
- ネズミ三銃士（チビちゃん）
- バットマン
- バットマン:ブレイブ&ボールド（ネガティブ・マン）
- フォスターズ・ホーム（ベンディ）
- ミュータント・タートルズ（1987年東和ビデオ版）（ザック）
- リロ・アンド・スティッチ（スレッジ）

### 特撮
- スーパー戦隊シリーズ
  - 獣拳戦隊ゲキレンジャー（2007年、エルカの声）
  - 侍戦隊シンケンジャー（2009年、ヒトミダマの声）
  - 天装戦隊ゴセイジャー（2010年、ミューズィックのマズアータの声）
  - 獣電戦隊キョウリュウジャー（2013年、ペシャンゴの声）
  - 手裏剣戦隊ニンニンジャー（2015年、妖怪カシャの声）
  - 機界戦隊ゼンカイジャー（2021年、リサイクルワルドの声[71]）
  - 王様戦隊キングオージャー（2023年、フンジームの声）
- 仮面ライダーキバ（2008年、ラットファンガイアの声）
- ウルトラマンR/B（2018年、チブル星人の声）

### テレビ番組
- おかあさんといっしょ あそびだいすき!（遊び歌担当）
- 天才てれびくんMAX（トリガラー）
- ドラムカンナの冒険（杉太郎）
- ポケモン☆サンデー（ルカリオ部長の声、ゴンベの声）
- ポケモンスマッシュ!（ルカリオ部長の声）

### 小説
- バリ・珊瑚礁の彼方に… 大創産業出版 ※夏海玲衣名義